# Tomahawk - Scure di guerra
Tomahawk - Scure di guerra (Tomahawk) è un film del 1951 diretto da George Sherman.
È un film western statunitense con Yvonne De Carlo, Van Heflin e Alex Nicol. Il film è liberamente ispirato agli eventi che ebbero luogo nel Montana negli anni 1860, quando l'esercito statunitense e gli indiani Sioux dovettero giungere ad un accordo grazie anche alle gesta dell'esploratore Jim Bridger.

## Trama
Jim Bridger, famoso cacciatore di pellicce e guida dell'esercito, cerca gli assassini della moglie indiana per vendicarsi, ma accantona poi la vendetta per portare pace tra i soldati e i Sioux di Nuvola Rossa.

## Produzione
Il film, diretto da George Sherman su una sceneggiatura di Silvia Richards e Maurice Geraghty con il soggetto di Daniel Jarrett, fu prodotto da Leonard Goldstein per la Universal International Pictures e girato nelle Black Hills, Dakota del Sud.

## Distribuzione
Il film fu distribuito negli Stati Uniti a partire dal 5 febbraio 1951 dalla Universal Pictures; in Italia uscì nel febbraio del 1952.
Altre distribuzioni:
- in Francia il 20 aprile 1951 (Tomahawk)
- in Danimarca il 30 aprile 1951 (Tomahawk)
- in Svezia il 23 luglio 1951 (Tomahawk)
- in Finlandia il 30 novembre 1951 (Tomahawk)
- in Germania Ovest il 21 dicembre 1951 (Tomahawk - Aufstand der Sioux)
- in Austria nel febbraio del 1952 (Tomahawk - Aufstand der Sioux)
- in Italia nel febbraio del 1952 (Tomahawk - Scure di guerra)
- in Portogallo il 30 maggio 1952 (Grito de Guerra)
- in Spagna il 23 giugno 1952 (El piel roja)
- nel Regno Unito (Battle of Powder River)
- in Brasile (Coração Selvagem)
- in Cile (Corazón salvaje)
- in Belgio (De opstand der Sioux)
- in Grecia (I orgi ton kokkinon theon)